# 班克羅夫特 (內布拉斯加州)
班克羅夫特（英語：Bancroft）是位於美國內布拉斯加州卡明縣的村。

## 人口
根據2020年美國人口普查的數據，班克羅夫特的面積為0.95平方千米，皆為陸地。當地共有人口496人，而人口密度為每平方千米522人。